# Caio Pacheco
Caio de Souza Pacheco (San Paolo, 22 febbraio 1999) è un cestista brasiliano.